# اندریو لئونی
اندریو لئونی (ایتالیایی: Endrio Leoni؛ زادهٔ ۲۲ اوت ۱۹۶۸) دوچرخه‌سوار اهل ایتالیا است.